# جاكوب أنكيرسين
جاكوب أنكيرسين (بالدنماركية: Jakob Ankersen)‏ (22 سبتمبر 1990 بإيسبيرغ في الدنمارك - ) هو مدرب كرة قدم ولاعب كرة قدم دانمركي في مركز جناح ‏. شارك مع منتخب الدنمارك تحت 20 سنة لكرة القدم ومنتخب الدنمارك تحت 21 سنة لكرة القدم. أما مع النوادي، فقد لعب مع نادي إيسبيرغ ونادي غوتبورغ.

## روابط خارجية
- جاكوب أنكيرسين على موقع اتحاد السويد (السويدية)
- جاكوب أنكيرسين على موقع قاعدة بيانات كرة القدم.إي يو (الإنجليزية)
- جاكوب أنكيرسين على موقع Soccerway.com (الإنجليزية)
- جاكوب أنكيرسين على موقع عالم كرة القدم.نت (الإنجليزية)
- جاكوب أنكيرسين على موقع AS.com (الإسبانية)